# Merbspitze
Die Merbspitze (italienisch Punta Merbe) ist ein 3090 m ü. A. hoher Berggipfel des Prettaukamms in der Venedigergruppe. Der Gipfel liegt an der italienisch-österreichischen Staatsgrenze und wurde erstmals am 21. August 1882 von Ludwig Purtscheller mit  Georg Nöckler über die Westflanke bestiegen. Seinen Namen erhielt der Berg durch den mürben (brüchigen) Fels, wobei die Merbspitze früher auch als Knappenspitze oder Rote Spitze bezeichnet wurde.

## Lage
Die Merbspitze liegt an der Grenze zwischen der Südtiroler Gemeinde Prettau im Norden und der Osttiroler Gemeinde St. Jakob in Defereggen im Süden. Bezogen auf den Prettaukamm liegt die Merbspitze im Nordwesten. Südwestlich trennt das Merbjoch (2832 m ü. A.) die Merbspitze von der Lengspitze (3105 m ü. A.), südöstlich markieren die Merbscharte (2845 m ü. A.) und die Rötfleckscharte (2855 m ü. A.) den Übergang zum  Südwestgipfel des Löfflergrat (3132 m ü. A.). Der lange Nordwestgrat führt zum Kleinen Ötschen (2749 m ü. A.). Die Südseite der Merbspitze fällt zum Arvental mit dem Arventalbach ab, die Nordwestseite zur Merbalpe mit dem ins Ahrntal mündenden Merbbach. Nordöstlich fällt die Merbspitze zum Röttal ab. Die Bergflanken der Merbspitze sind durch den Nationalpark Hohe Tauern bzw. den Naturpark Rieserferner-Ahrn unter Schutz gestellt.

## Aufstiegsmöglichkeiten
Der Normalweg auf die Merbspitze führt durch das Arvental. Dieses kann vom Alpengasthaus Oberhaus in Osttirol über die Jagdhausalm oder  von Rein in Taufers in Südtirol über das Klammljoch erreicht werden. Über die Almstraße gelangt man bis zur Arventalalm. Der weitere Anstieg folgt zunächst dem Arventalbach, später steigt man auf Wegspuren über Almwiesen zur Südflanke der Merbspitze. Über die Schutthänge der Südflanke gelangt man nordwärts bis an den felsigen Gipfelaufbau. Dort wendet man sich Richtung Nordosten und steigt über eine teils felsige Rinne zum obersten Teil des Südostgrats der Merbspitze (I) und gelangt über diesen etwas ausgesetzt unschwierig zum Gipfel. Eine weitere Anstiegsmöglichkeiten besteht über das Merbjoch, von wo aus die Merbspitze über den brüchigen, ausgesetzten Südwestgrat in leichter Kletterei bestiegen werden kann (I). Weitere Varianten zur Besteigung der Merbspitze bestehen mit dem Anstieg über den Ostgrat von der Jagdhausalm via Merbscharte (I), der Aufstieg von der Merbalpe über die Westflanke (I) oder der Übergang vom Kleinen Ötschen über den Nordwestgrat (III-).